# Ludwig Gruber (Dichter)
Ludwig Gruber, der Ponzauner Wigg, (* 15. August 1922 in Niedernkirchen, Niederbayern; † 10. Dezember 2005 ebenda) war ein bayerischer Gstanzlsänger und Mundartdichter.

## Leben
Der Ponzauner Wigg wurde auf dem elterlichen Ponzaunerhof, einem unter Denkmalschutz stehenden Bauernhof bei Hebertsfelden als eines von neun Kindern geboren. 1950 übernahm er den elterlichen Hof, einen typischen niederbayerischen landwirtschaftlichen Gemischtbetrieb mit Milchviehhaltung und eigener Futterproduktion auf Feld und Wiese. Als gelernter Landwirtschaftsmeister war er um die Verbesserung kleinbäuerlicher Tierhaltungsformen und insbesondere um die Kälberaufzucht bemüht.

## Mundartdichter
Als Heimatdichter wurde der Ponzauner Wigg überregional bekannt, als er 1969 die Eröffnung des Freilichtmuseums Massings moderierte. 1974 veröffentlichte er sein erstes Buch Herzhaft g'sagt. Es folgten zahlreiche weitere Bücher. Schon früh machte er in seiner Heimat als Gstanzlsänger bei Musikantentreffen, so genannten Hoagascht, auf sich aufmerksam; später oft an der Seite des Roider Jackl. Mit ihm drehte er in den 1960er-Jahren auch Werbefilme für Kraftfutter der landwirtschaftlichen Genossenschaft BayWa. Seine Gedichte sind manchmal wehmütig, meist jedoch heiter, aber immer „grad heraus“. Auch das Bayerische Fernsehen entdeckte ihn – bis kurz vor seinem Tod trug er seine Gedichte in der BR-Fernsehreihe Unser Land vor. Der Bayerische Rundfunk strahlt nach wie vor Gedichte des Ponzauner Wigg aus, vorgetragen von seinem beim BR als Redakteur der Sendung Notizbuch tätigen Sohn Ludwig Gruber.
Gunther Prunner (Ortsheimatpfleger der Gemeinde Pleiskirchen bei Altötting) hat 2008 mit den Mitgliedern des Trachtenvereins Pleiskirchen und mehreren lokalen Musikgruppen die Niederbayerische Weihnacht des Ponzauner Wigg verfilmt. Gunther Prunner liest die Geschichte – ähnlich wie Heinrich Waggerl beim Salzburger Adventsingen – und die Laiendarsteller spielen die Geschichte.

## Ehrungen
- Bundesverdienstkreuz am Bande (1. September 1975)[5]

## Werke
- Grüass Gott beinand. Heiliges, Unheiliges und Scheinheiliges aus Niederbayern. 1. Auflage. Vierlinger, Simbach am Inn 1990, ISBN 3-921707-34-X.
- Unter uns gsagt. Dalebt und dalust. 2. Auflage. Vierlinger, Simbach am Inn 1988, ISBN 3-921707-27-7.
- Für Feste und Feiern in Niederbayern. 2. Auflage. Vierlinger, Simbach am Inn 1983, ISBN 3-921707-16-1.
- Bei uns dahoam. Was uns gfoid, vom Inn zum Woid; Niederbayerisch im Reim. Vierlinger, Simbach am Inn 1980, ISBN 3-921707-13-7.
- Niederbayerische Weihnacht. Die Weihnachtslegende in niederbayerischer Mundart und Erzählungen um das weihnachtliche Brauchtum in Niederbayern. Vierlinger, Simbach am Inn 1976.
- Herzhaft g'sagt. Von was Oidn und was Neuern aus Niederbayern. 2. Auflage. Vierlinger, Simbach am Inn 1975, ISBN 3-921707-03-X.
- Rottaler Bauernbrot - Ponzauner Wigg, Edition Töpfl, Tiefenbach, ISBN 978-3-942592-25-3 (neu aufgelegt durch Dr. Hans Göttler)